# Departament del Libertador General San Martín (Misiones)
Libertador General San Martín és un dels disset departaments en els quals es divideix la província de Misiones, a l'Argentina.
Limita amb els departaments de San Ignacio, Montecarlo, Cainguás i la República del Paraguai.
El departament té una superfície de 1.451 km², equivalent al 4,88% del total de la província.
La seva població és de 42.440 hab. (cens 2001 INDEC).
Segons estimacions de l'INDEC l'any 2005 tenia 47.682 habitants.